# Пітерка
Пітерка — село в Росії, центр Пітерськського муніципального району Саратовської області.
Населення 5 478 осіб (2002).

## Географія
Село розташоване на берегах річки Малий Узень за 180 км від Саратова.
Залізнична станція Приволзької залізниці «Пітерка» на гілки Красний Кут — Олександрів Гай з однойменною селищем при ній розташована за 5 км південніше центру села.

## Історія
Історія Пітерки і Пітерського району починається з 1840 року, коли вільним селянам було дозволено займати необжиті місця. Обширні родючі степи з їх природними багатствами залучали населення центральних районів Росії. Сама Пітерка називалася Прозоров, по імені першого поселенця Прозора.
Із встановленням радянської влади село Прозор було перейменовано в Пітерку на честь Пітерських робітників — захисників революції.
Село засноване в 1840 році селянами-переселенцями з околиць Санкт-Петербурга.